# Дітрих I Дицман
Дітрих I Дицман (нім. Dietrich I, 1260 — 10 грудня 1307 року) — 10-й ландграф Тюрингії в 1298—1307 роках (як Дітрих I), маркграф Нижньої Лужиці у 1291—1303 роках (як Дітрих IV).

## Біографія
Походив з династії Веттінів. Третій син Альбрехта II, маркграфа Мейсену, ландграфа Тюрингії, пфальцграфа Саксонії, та Констанції Бабенберг. Народився у 1260 році. З 1270 роки після того як його батьки фактично розлучилися разом зі старшим братом Фрідріхом виховувався у стрийка Дітріха II, маркграфа Ландсбергу.
Бажання батька передати основні володіння своєму синові від другого шлюбу спричинило спротив з боку Дітриха та його брата Фрідріха, які1274 року почали повстання проти Альбрехта II. Невдовзі Дітрих отримав область Плейснерланд.
1288 року після смерті діда Генріха III висунув претензії на маркграфство Нижньолужицьке. Тодіж завдав поразки батькові, якого захопив у полон. Втім в боротьбу втрутився стриєчний брат Дітриха — Фрідріх Тута (син Дітриха II, маркграфа Ландсбергу). Останній отримав Нижню Лужицю, а Дітрих лише номінально титулювався маркграфом.
У 1291 році після раптової смерті Фрідріха Тути успадкував маркграфство Нижня Лужиця й Остерланд. З 1293 року розпочав боротьбу проти Адольфа Нассау, короля Німеччини, який заволодів ландграфством Тюринзьким. Втім лише після смерті останнього у 1298 року зайняв Тюрингію. Ще у 1295 році оженився на Ютті, доньці графа Бертольда VIII фон Геннеберг. З 1299 року вимушений був захищати Тюрингію від зазіхань Альбрехта I Габсбурга, короля Німеччини.
У 1301 році купив у магдебурзького архієпископа Бургарда II фон Бланкенбурга замки Дройсиг, Бургвербен і Шпремберг за 200 тис. штендальських срібних марок. 1303 році продав Нижню Лужицю Отто IV Асканію, маркграфу Бранденбургу. У травні 1307 року разом з братом Фрідріхом завдав рішучої поразки королю Німеччини в битві біля Лукки, чим припинив спроби втручання у справи Тюрингії. Проте у грудні того ж року раптово помер у Лейпцигу. Усі його володіння успадкував брат Фрідріх I.